# Christian Gaebler

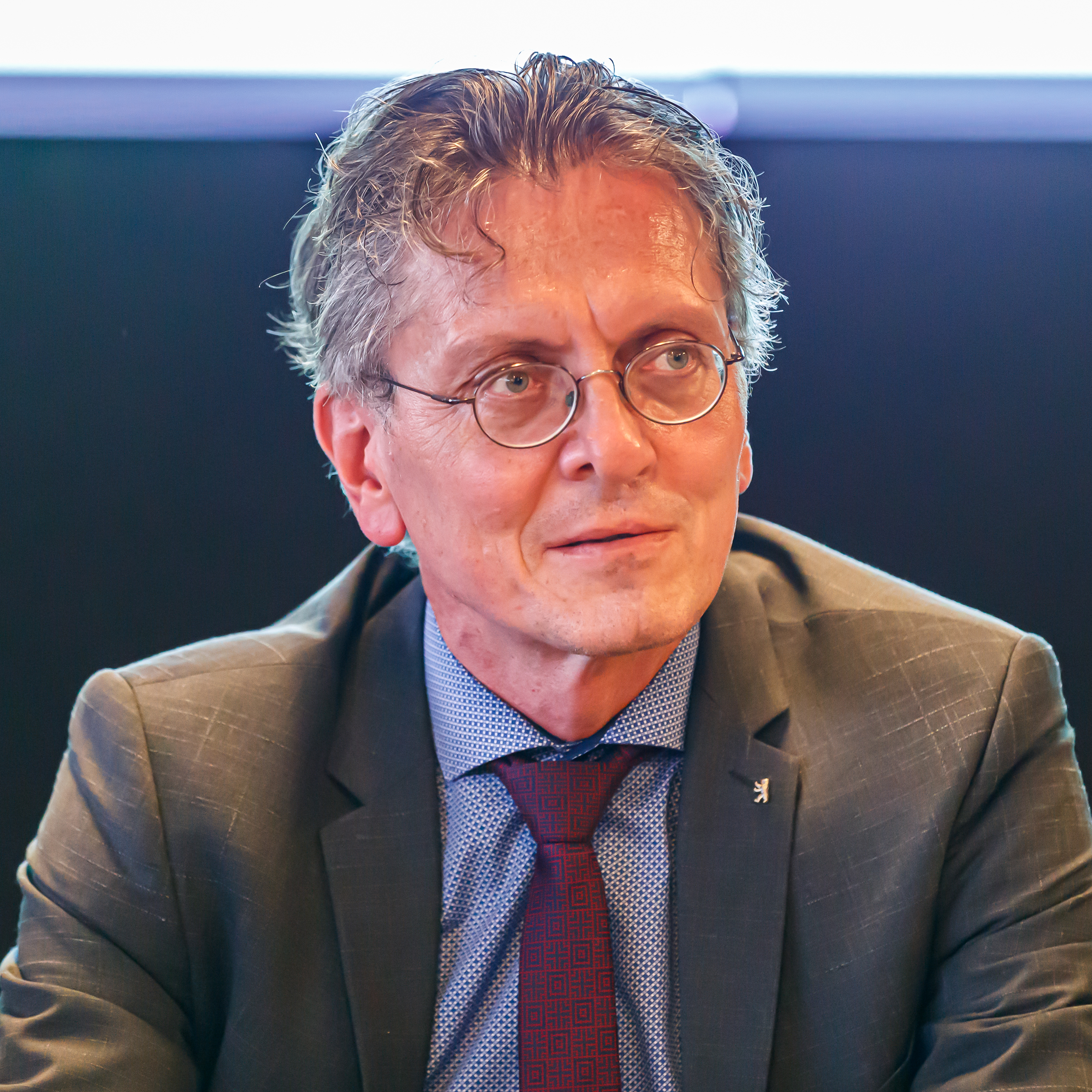
Christian Gaebler (2023)

Christian Gaebler (* 8. Dezember 1964 in West-Berlin) ist ein deutscher Politiker (SPD). Er ist seit April 2023  Senator für Stadtentwicklung, Bauen und Wohnen des Landes Berlin im Senat Wegner. Zuvor war er als Staatssekretär in der Senatsverwaltung für Stadtentwicklung und Umwelt (2011–2016), in der Senatsverwaltung für Inneres und Sport (2016–2018), in der Senatsverwaltung für Stadtentwicklung, Bauen und Wohnen (2021–2023) sowie als Chef der Senatskanzlei (2018–2021) des Landes Berlin tätig.

## Leben
Nach dem Abitur 1982 am Schiller-Gymnasium in Berlin-Charlottenburg studierte Gaebler an der Technischen Universität Berlin Verkehrswesen mit der Studienrichtung Planung und Betrieb und erhielt 1992 einen Abschluss als Diplom-Ingenieur. Im Anschluss war er bis 1995 wissenschaftlicher Mitarbeiter und als Projektleiter bei privaten Planungsbüros beschäftigt. Von Januar 1996 bis 2001 war er als selbständiger Verkehrsplaner tätig.
Seit 2003 betreibt Gaebler zusammen mit Robert Krainovic ein Restaurant am Oranienplatz in Berlin-Kreuzberg.
Das Restaurant, das er von SPD-Geschäftsführer Andreas Matthae († 2004) übernommen hat, gilt als Treffpunkt für Berliner Politiker.
Gaebler ist Mitglied der Gewerkschaft TRANSNET und der Deutschen Verkehrswissenschaftlichen Gesellschaft.

## Politik

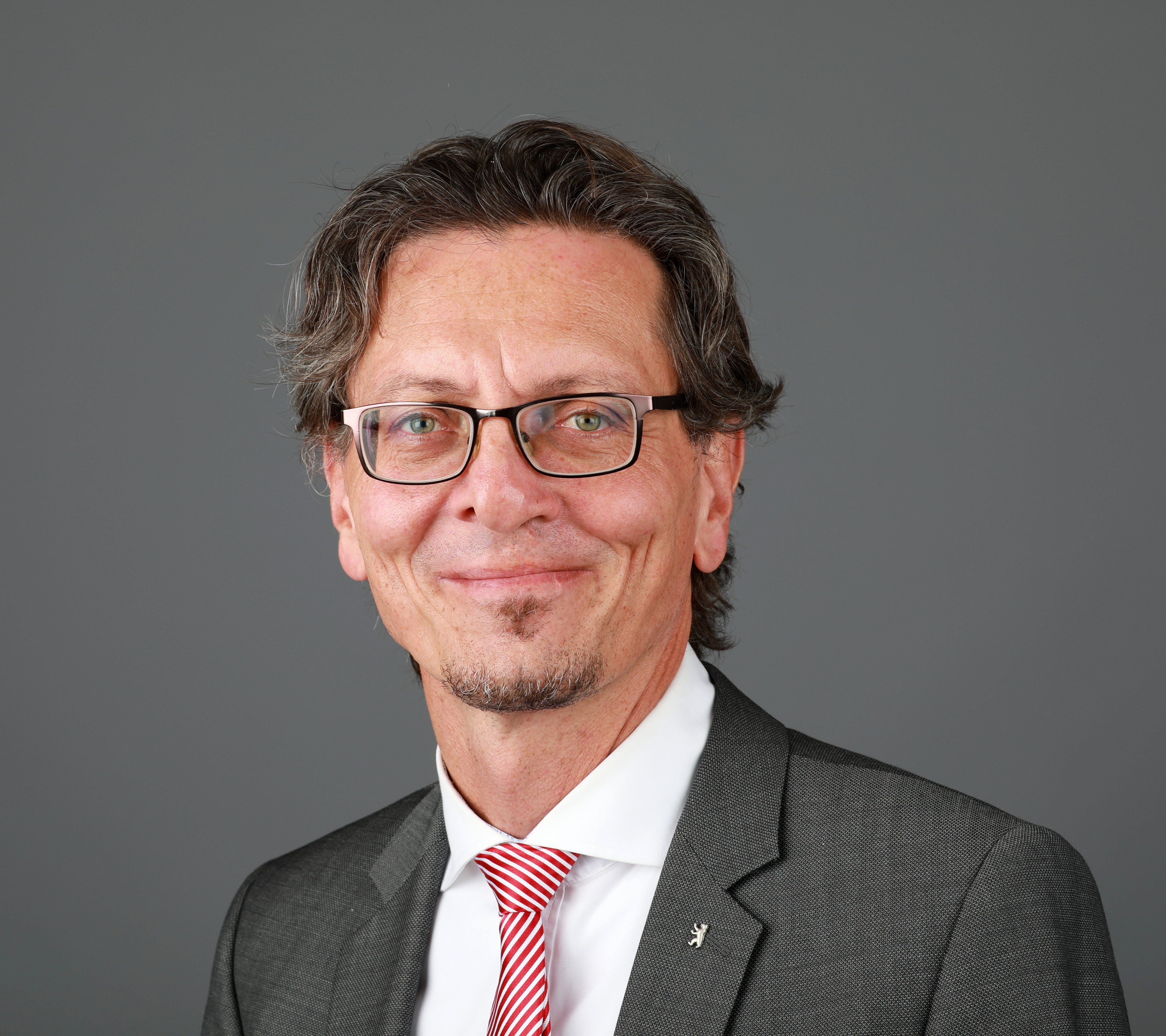
Christian Gaeber (2017)

### Parlamentarier
Gaebler trat 1981 der SPD bei. Im Bezirk Berlin-Wilmersdorf war er von 1983 bis 1985 Kreisvorsitzender der Jusos und ab 1989 Mitglied des Kreisvorstandes der SPD. Seit 1996 war er dort Kreisvorsitzender und blieb dies auch ab 2000 im zusammengelegten Bezirk Charlottenburg-Wilmersdorf. Am 13. April 2018 kündigte er an, den Kreisvorsitz 2019 aufzugeben.
Während seines Studiums war Gaebler Mitglied des Studierendenparlaments und des Allgemeinen Studierendenausschusses der TU Berlin und im Vorstand des Studentenwerks Berlin. Er war als Student und als Abgeordneter Mitglied des (ruhenden) Kuratoriums der TU Berlin.
Von 1992 bis 1995 war Gaebler Bürgerdeputierter im Ausschuss für Wirtschaft und Liegenschaften der Bezirksverordnetenversammlung Wilmersdorf.
Gaebler war von 1995 bis 2011 Mitglied des Berliner Abgeordnetenhauses. Bei den Wahlen 1995 und 1999 wurde er jeweils über die Wilmersdorfer Bezirksliste der SPD gewählt, 2001 und 2006 zog er als Direktkandidat im Wahlkreis Charlottenburg-Wilmersdorf 7 in das Parlament ein.
Seine Schwerpunktthemen waren sowohl Verkehr als auch Wissenschaft und Forschung. Für die SPD-Fraktion war er seit 1999 verkehrspolitischer Sprecher. Innerhalb des Fraktionsvorstandes war er von 1997 bis 1998 Beisitzer und von 1998 bis 2001 stellvertretender Vorsitzender.
Ab 2001 war er Parlamentarischer Geschäftsführer der Fraktion. Im Abgeordnetenhaus war er zuletzt Mitglied des Ältestenrates und des Ausschusses für Stadtentwicklung und Verkehr. Er gehörte zum linken Flügel (Parlamentarische Linke) der SPD-Fraktion.
Bei der Wahl 2011 konnte er seinen Wahlkreis nicht mehr verteidigen und schied schließlich aus dem Abgeordnetenhaus aus.

### Staatssekretär
Nach den Wahlen zum Berliner Abgeordnetenhaus 2011 wurde Gaebler im Senat Wowereit IV zum Staatssekretär für Stadtentwicklung in der Senatsverwaltung für Stadtentwicklung und Umwelt berufen. Nach der Wahl von Michael Müller zum Regierenden Bürgermeister im Dezember 2014, verblieb er in dieser Funktion. Zudem übernahm er mit dem Amt auch den Vorsitz des Aufsichtsrates des Verkehrsverbundes Berlin-Brandenburg.
Im Dezember 2016 wurde Gaebler im Senat Müller II zum Staatssekretär für Sport in der von Andreas Geisel geführten Senatsverwaltung für Inneres und Sport.
Nach dem Wechsel von Björn Böhning in das Bundesministerium für Arbeit und Soziales wurde Gaebler am 17. April 2018 zum neuen Chef der Senatskanzlei ernannt.
Im Zuge der Bildung des Senats Giffey wechselte er im Dezember 2021 als Staatssekretär für Bauen und Wohnen in die von Andreas Geisel geführte Senatsverwaltung für Stadtentwicklung, Bauen und Wohnen.

### Senator

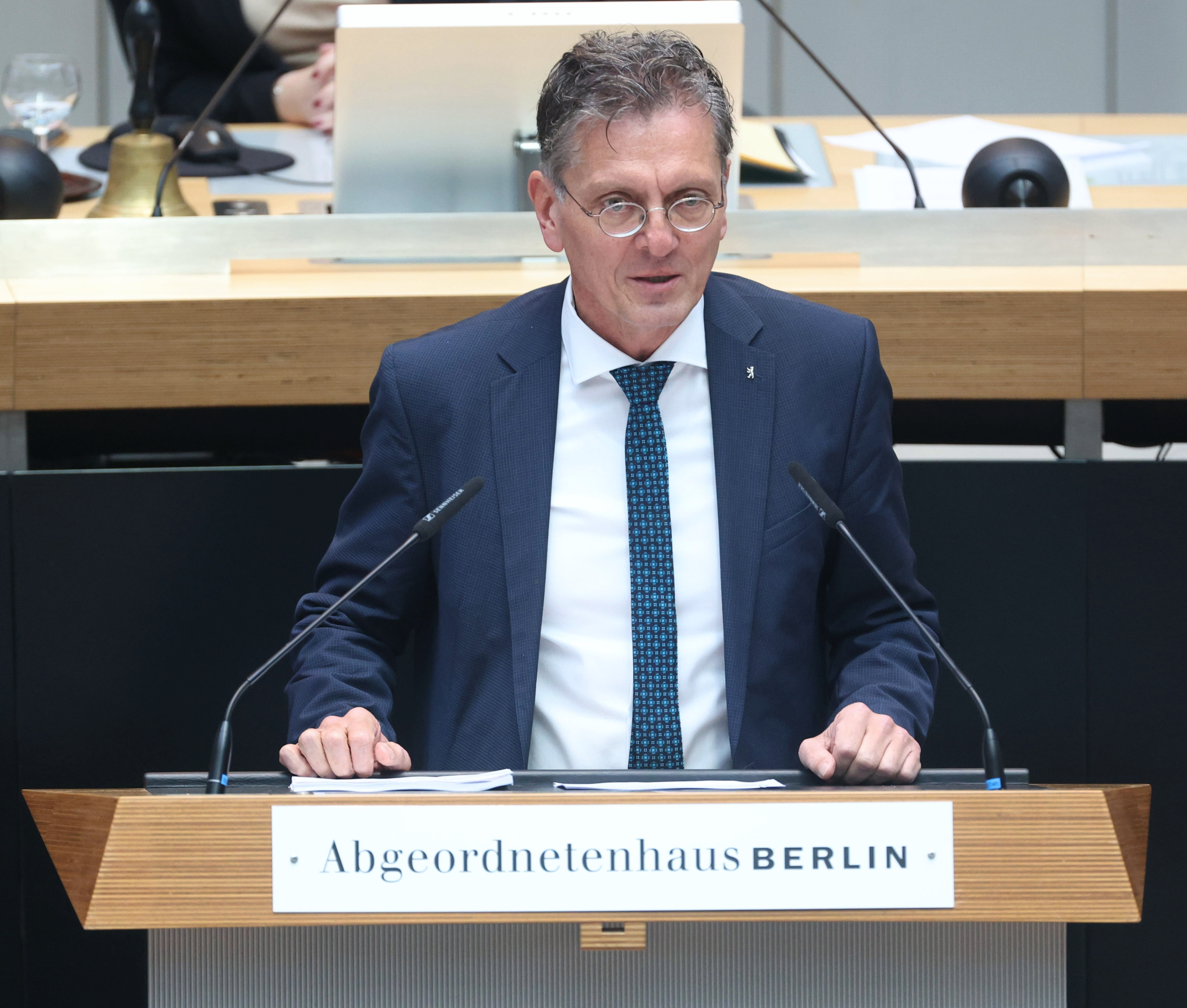
Christian Gaebler im Abgeordnetenhaus von Berlin (2024)

Am 27. April 2023 wurde Gaebler zum Senator für Stadtentwicklung, Bauen und Wohnen im Senat Wegner ernannt.